# Eddie King (cầu thủ bóng đá, sinh năm 1914)
Edgar Frederick King (25 tháng 2 năm 1914 - 1993) là một cầu thủ bóng đá người Anh từng thi đấu cho Tottenham Juniors, Tufnell Park, Northfleet United và Tottenham Hotspur.

## Sự nghiệp bóng đá
King bắt đầu sự nghiệp tại Tottenham Juniors trước khi gia nhập đội bóng non-league Tufnell Park. Sau một thời gian với câu lạc bộ con của Tottenham Hotspur là Northfleet United  ông kí hợp đồng với Tottenham năm 1934. Ông thi đấu một trận cho the Spurs.